# Bergstoep
Bergstoep is een buurtschap in de gemeente Krimpenerwaard, in de Nederlandse provincie Zuid-Holland.
De buurtschap ligt ongeveer anderhalve kilometer ten zuiden van Bergambacht, en anderhalve kilometer ten westen van Ammerstol, vlak bij de veerstoep van de pont over de Lek.
Bij Bergstoep is een groot hoogteverschil tussen de Lekdijk west en de Polder Bergambacht. De dijk ligt ongeveer 5 meter boven NAP en de polder 1,1 meter eronder.

## Geschiedenis
De buurtschap is ontstaan bij de veerstoep van het overzetveer dat al eeuwenlang bestaat. Tot 1869 was dat een achtpersoonsroeiboot, daarna kwam er een pontveer waarop ook plaats was voor wagens en koetsen. De aandacht van de veerschipper kon zo nodig worden getrokken met de ter plaatse aanwezige veerbel.
Tot en met 31 december 2014 was Bergstoep onderdeel van de gemeente Bergambacht. Op 1 januari 2015 ging de plaats samen met de gemeente op in de gemeente Krimpenerwaard.

## Geboren
Wim Kok (29 september 1938 - 20 oktober 2018), politicus en vakbondsbestuurder, voormalig premier van Nederland (1994-2002)
Hoofdplaats: Stolwijk    
Steden: Haastrecht · Schoonhoven

Dorpen: Ammerstol · Bergambacht · Berkenwoude · Gouderak · Krimpen aan de Lek · Lekkerkerk · Ouderkerk aan den IJssel · Vlist · Willige Langerak

Buurtschappen: Achterbroek · 't Beijersche · Beneden-Haastrecht · Benedenheul · Benedenberg · Benedenkerk · Bilwijk · Bonrepas · Bergstoep · Bovenberg · Boven-Haastrecht · Bovenstad/Steenplaats · Goudseweg · De Hem · Hoogedijk · IJssellaan · Kadijk · Koolwijk · Lageweg · Opperduit · Oudeland · Rozendaal · Schoonouwen · Schuwacht · Stein · Tussenlanen · 't Zwaantje · Zuidbroek

Zuid-Holland: Steden en dorpen    Nederland: Provincies · Gemeenten